# Insulanoplectron spinosum
Insulanoplectron spinosum is een rechtvleugelig insect uit de familie grottensprinkhanen (Rhaphidophoridae). De wetenschappelijke naam van deze soort is voor het eerst geldig gepubliceerd in 1970 door Richards.